# Stanisław Otton Drzewiecki
Stanisław Otton Drzewiecki (ur. 16 stycznia 1910 w Porębie, zm. 17 lub 18 lipca 1944 we Włoszech) – major dyplomowany piechoty Wojska Polskiego.

## Życiorys
Stanisław Otton Drzewiecki urodził się 16 stycznia 1910 w Porębie. W latach 1927–1930 był podchorążym Szkoły Podchorążych Piechoty w Ostrowi Mazowieckiej. 15 sierpnia 1930 roku Prezydent RP Ignacy Mościcki mianował go podporucznikiem ze starszeństwem z dniem 15 sierpnia 1930 roku i 19. lokatą w korpusie oficerów piechoty, a minister spraw wojskowych wcielił do 5 pułku piechoty Legionów w Wilnie. 12 marca 1933 został mianowany porucznikiem ze starszeństwem z dniem 1 stycznia 1933 i 79. lokatą w korpusie oficerów piechoty. W latach 1935–1937 był słuchaczem Wyższej Szkoły Wojennej w Warszawie (XVI promocja). Uzyskał tytuł oficera dyplomowanego i został awansowany na stopień kapitana.
Po wybuchu II wojny światowej 1939 w pierwszym okresie kampanii wrześniowej pełnił funkcję szefa Oddziału III w dowództwie Armii „Lublin”. Później przedostał się na obszar Francji, gdzie formowano Wojsko Polskie we Francji. W 1940 był oficerem Komendy Głównej Związku Walki Zbrojnej. Od 1940 do 1942 był oficerem 1 Brygady Strzelców. Następnie służył w szeregach Armii Polskiej na Wschodzie i finalnie Polskich Sił Zbrojnych na Zachodzie. W sierpniu 1943 został szefem sztabu 2 Brygady Czołgów, która w styczniu 1944 roku została przeformowana w 2 Brygadę Pancerną. W czasie służby na tym stanowisku został mianowany majorem. Zginął w wyniku ostrzelania przez artylerię niemiecką miejsca postoju dowództwa 2 Brygady Pancernej w godzinach popołudniowych 17 lipca 1944 (według innych źródeł zmarł nazajutrz 18 lipca). Został pochowany na Polskim Cmentarzu Wojennym w Loreto.

## Ordery i odznaczenia
- Krzyż Srebrny Orderu Virtuti Militari[12]